# レヴァン・チラチャヴァ
レヴァン・チラチャヴァ（グルジア語: ლევან ჩილაჩავა、Levan Chilachava、1991年8月17日 - ）は、トップ14カストル・オランピックに所属するラグビーユニオン選手。

## プロフィール
- ジョージア・スフミ出身。
- ポジションはプロップ(PR)。
- 身長 188cm、体重 118kg
- ジョージア代表キャップは54（2021年1月現在）でラグビーワールドカップ2015・2019のジョージア代表に選ばれた[1]。

## 略歴
RCトゥーロンを経て、2018年、モンペリエに加入。
2021年、カストル・オランピックに加入。